# アンヘラ・プマリエガ
アンヘラ・プマリエガ・メネンデス（Ángela Pumariega Menéndez, 1984年11月12日 - ）は、スペイン・アストゥリアス州ヒホン出身の女子セーリング競技選手。

## 経歴
2012年ロンドンオリンピックのセーリング競技ではソフィア・トロやタマラ・エチェゴジェンとともにエリオット6m級に出場し、金メダルを獲得した。